# Zosteria varia
Zosteria varia är en tvåvingeart som beskrevs av Daniels 1987. Zosteria varia ingår i släktet Zosteria och familjen rovflugor. Inga underarter finns listade i Catalogue of Life.